# Silent Hunter III
 (mai 2025).
Si vous disposez d'ouvrages ou d'articles de référence ou si vous connaissez des sites web de qualité traitant du thème abordé ici, merci de compléter l'article en donnant les références utiles à sa vérifiabilité et en les liant à la section « Notes et références ».
Silent Hunter III est un jeu de simulation de sous-marin développé par Ubisoft Romania et distribué par Ubisoft sorti le 15 mars 2005 sur Windows.
Le joueur incarne un capitaine d'un U-boot allemand de la Seconde Guerre mondiale à qui diverses missions de guerre sous-marine contre les Alliés sont attribuées.
Le jeu propose plusieurs niveaux de difficulté et de nombreuses variations. Il a été amélioré au fil des années par les moddeurs, ce qui accroît son attractivité pour les joueurs.

## U-boots jouables

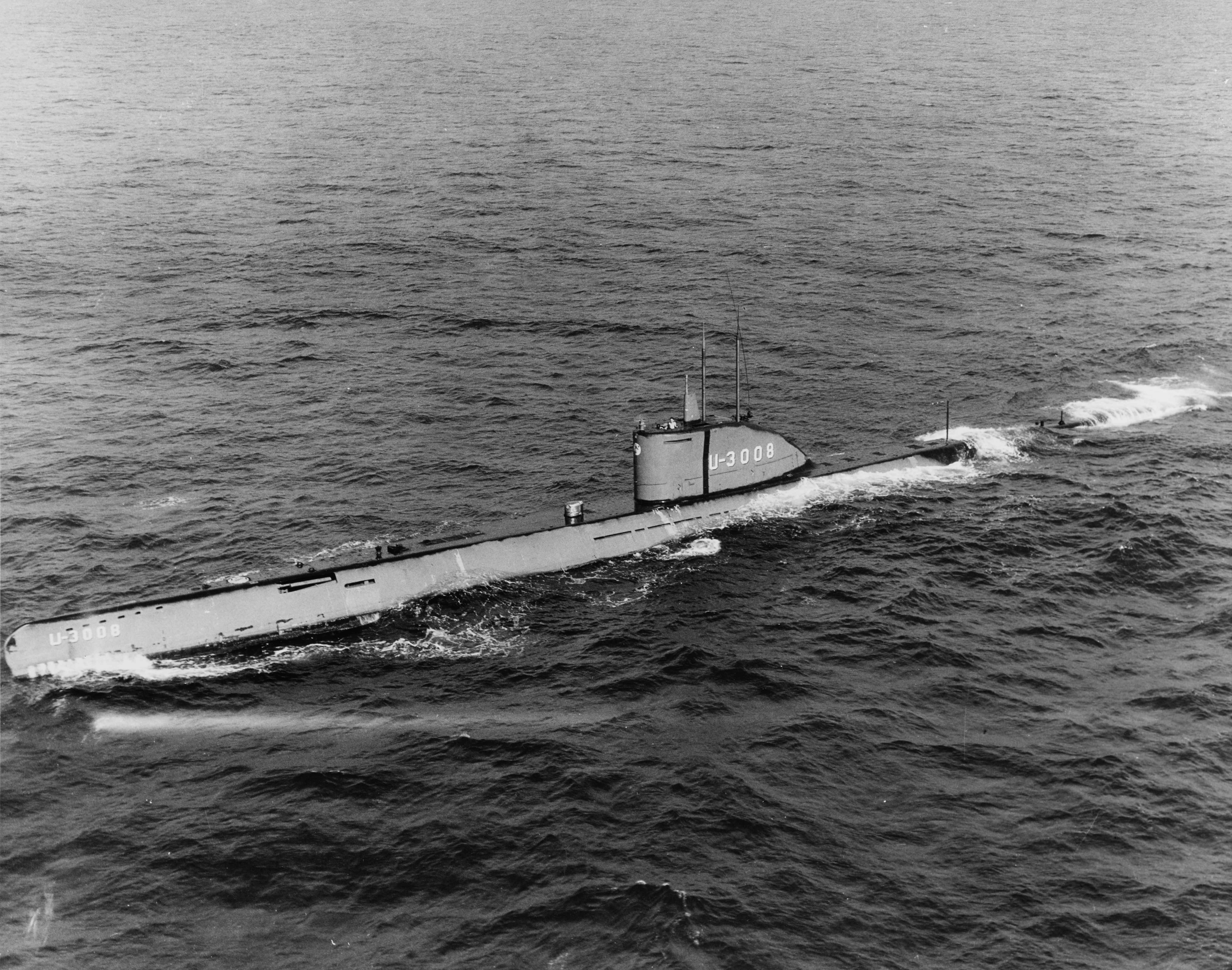
Unterseeboot type XXI.

- Unterseeboot type II ;
- Unterseeboot type VII ;
- Unterseeboot type IX ;
- Unterseeboot type XXI.

## Réception
Le jeu a reçu de bons commentaires de la part des critiques, obtenant un score de 8,8/10 sur IGN et de 8,9/10 sur GameSpot et de 5/5 sur GameSpy.